# SKA Odessa (2011)
SKA Odessa (ukr. «Футбольний клуб „СКА“» (Одеса), Futbolnyj Kłub „SKA” (Odesa)) – ukraiński klub piłkarski z siedzibą w Odessie, działający w latach 2011-2013.

## Historia
Chronologia nazw: 
- 2011: SKA Odessa (ukr. СКА Одеса)
- 2013: klub rozwiązano

Klub piłkarski SKA Odessa został założony w 2011 roku. W sezonie 2012/13 klub startował w Drugiej Lidze, ale w lutym 2013 zrezygnował z dalszych występów i został rozwiązany.

## Sukcesy
- 11 miejsce w Drugiej Lidze (1x):

2012/13

## Trenerzy
- 2011–2012:  Ihor Nehara

## Inne
- SK Odessa
- SKA-Łotto Odessa